# Velik Kapsăzov
Velik Nikolov Kapsăzov (in bulgaro Велик Николов Капсъзов?; 15 aprile 1935 – 27 marzo 2017) è stato un ginnasta bulgaro.

## Palmarès

### Olimpiadi
- 1 medaglia:
  - 1 bronzo (Roma 1960 negli anelli)